# Jean-Pierre Decerf
Jean-Pierre Decerf est un musicien français de musique planante et de musique électronique, né en 1948 à Neuilly-sur-Seine. Il est l'auteur d'une vingtaine d'albums, seul ou en collaboration, disques publiés sur des labels de musiques de films ou d’illustrations sonores.

## Biographie
En 1977, il sort l'album Light Flight / More And More sous le nom de Magical Ring. Ce projet, d'orientation plus commerciale, ne rencontre pas le succès.
En 1997, le Wu Tang Clan sample le titre Look on a Soft Side pour le morceau It's Yourz présent sur l'album Wu-Tang Forever,.
En 2001, Air sample le titre Arabian Era pour le morceau Don't Be Light présent sur l'album 10 000 Hz Legend.
Le 9 novembre 2012, Big Boi publie le titre Lines avec ASAP Rocky et Phantogram sur son compte soundcloud en reprenant le sample Look on a Soft Side.
En 2015 le label Born Bad Records publie une compilation baptisée Space Oddities regroupant des enregistrements des années 1970.
En 2020, le titre Encodage ainsi que Moon Waxing sont repris sur la B.O. de la série OVNI(s), dont la majorité des titres sont composés par Thylacine (musicien).

## Discographie
Albums
- 1976 : Univers Spatial Pop (CAM / CML 115)
- 1977 :
  - Thèmes Médicaux, avec Lawrence Whiffin (CAM)
  - Publipot, avec M. Baroty (CAM / CML 146)
  - Out Of The Way (CAM / CML 145)
- 1978 : Keys Of Future (disque promo / Pema Music / PEMA 23)
- 1979 :
  - Action, avec G. Zadj (Patchwork / MCT 49)
  - Réincarnation, (disque promo / Pema Music / PEMA 24)
- 1980 : Pulsations, (Editions Montparnasse 2000, MP 127)
- 1981 : Accélération (Patchwork / MC 64)

Collaborations
Compilation